# Filip Krajinović
Filip Krajinović (serbisch-kyrillisch Филип Крајиновић; * 27. Februar 1992 in Sombor) ist ein ehemaliger serbischer Tennisspieler.

## Karriere
2007 trainierte er an der Nick Bollettieri Tennis Academy in Florida und gewann im selben Jahr vier Junior-Turniere.
Sein Debüt bei der ATP World Tour hatte er 2009, als er durch eine Wildcard an der Serbia Open teilnahm. Er verlor jedoch in der ersten Runde gegen Marcel Granollers. In diesem Jahr stand er auch erstmals im spanischen San Sebastián im Finale eines Challengers, das er in zwei Sätzen gegen Thiemo de Bakker verlor. 2010 gewann er bei der Serbia Open im Viertelfinale gegen Novak Đoković, scheiterte jedoch im Halbfinale an Sam Querrey. Im Finale des Challengers von Košice unterlag er Rubén Ramírez Hidalgo. Aufgrund einer Schulterverletzung bestritt er 2011 kaum Matches.
Sein Grand-Slam-Debüt gab er 2012 bei den French Open, wo er sein Auftaktspiel gegen Nicolas Devilder glatt in drei Sätzen verlor.
Nachdem er sich noch im Finale in Sarasota Nick Kyrgios geschlagen geben musste, konnte 2014 er in Vicenza und Cortina d’Ampezzo seine ersten beiden Titel auf der Challenger Tour gewinnen. Im Oktober 2014 erreichte er erstmals die Top 100 der Tennisweltrangliste. Im nachfolgenden Jahr war er in jedem Grand-Slam-Turnier für die Hauptrunde qualifiziert, verlor jedoch jeweils in der ersten oder zweiten Runde. Zudem konnte er in Braunschweig und Cordenons zwei weitere Challenger-Turniere für sich entscheiden. In Neapel konnte er an der Seite von seinem Landsmann Ilija Bozoljac zum ersten Mal ein Challenger-Turnier im Doppel gewinnen.
Im Jahr 2016 unterzog Krajinović sich einer Operation am Handgelenk, wobei ihm ein Knochen entfernt wurde, in der Folge fiel er bis Mai 2017 in Weltrangliste auf Platz 294. Durch ein gutes Abschneiden bei einigen Turnieren und fünf weitere Turniersiege auf der Challenger Tour konnte er sich wieder in der Rangliste verbessern. Im Herbst 2017 erreichte er als Qualifikant das Finale des Paris Masters, in dem er gegen Jack Sock nach gewonnenem Startsatz in drei Sätzen unterlag. Hierdurch gelangte er erstmals in die Top 50.
Er spielte 2018 ausschließlich auf der ATP World Tour, konnte jedoch ausschließlich in Dubai das Halbfinale erreichen. Im Folgejahr erreichte er in Budapest und Stockholm das Finale und konnte in Heilbronn einen Challenger-Titel gewinnen.
2020 konnte er vor der Turnierpause, die ab März wegen der COVID-19-Pandemie abgehalten wurde, zwei Halbfinals erreichen. 2021 erreichte er in Hamburg das Finale, das er gegen Pablo Carreño Busta verlor.
2014 gab Filip Krajinović sein Debüt für die serbische Davis-Cup-Mannschaft in der ersten Runde gegen die Schweiz. Er hat acht seiner Partien gewonnen und sechs verloren (Stand August 2021).
Nach seinem Ausscheiden bei den US Open 2024 gab er sein Karriereende bekannt.

## Erfolge
| Legende (Anzahl der Siege)  |
| Grand Slam                  |
| ATP World Tour Finals       |
| ATP World Tour Masters 1000 |
| ATP World Tour 500          |
| ATP World Tour 250          |
| ATP Challenger Tour (11)    |

### Einzel

#### Turniersiege
| Nr. | Datum           | Turnier           | Belag | Finalgegner          | Ergebnis            |
| --- | --------------- | ----------------- | ----- | -------------------- | ------------------- |
| 1.  | 1. Juni 2014    | Vicenza           | Sand  | Norbert Gombos       | 6:4, 6:4            |
| 2.  | 3. August 2014  | Cortina d’Ampezzo | Sand  | Federico Gaio        | 2:6, 7:65, 7:5      |
| 3.  | 11. Juli 2015   | Braunschweig      | Sand  | Paul-Henri Mathieu   | 6:2, 6:4            |
| 4.  | 23. August 2015 | Cordenons         | Sand  | Adrian Ungur         | 5:7, 6:4, 4:1 Aufg. |
| 5.  | 21. Mai 2017    | Heilbronn II (1)  | Sand  | Norbert Gombos       | 6:3, 6:2            |
| 6.  | 8. Juli 2017    | Marburg           | Sand  | Cedrik-Marcel Stebe  | 6:2, 6:3            |
| 7.  | 6. August 2017  | Biella            | Sand  | Salvatore Caruso     | 6:3, 6:2            |
| 8.  | 1. Oktober 2017 | Rom               | Sand  | Daniel Gimeno Traver | 6:4, 6:3            |
| 9.  | 7. Oktober 2017 | Almaty            | Sand  | Laslo Đere           | 6:0, 6:3            |
| 10. | 19. Mai 2019    | Heilbronn II (2)  | Sand  | Arthur De Greef      | 6:3, 6:1            |

#### Finalteilnahmen
| Nr. | Datum            | Turnier   | Belag         | Finalgegner         | Ergebnis      |
| --- | ---------------- | --------- | ------------- | ------------------- | ------------- |
| 1.  | 5. November 2017 | Paris     | Hartplatz (i) | Jack Sock           | 7:5, 4:6, 1:6 |
| 2.  | 28. April 2019   | Budapest  | Sand          | Matteo Berrettini   | 6:4, 3:6, 1:6 |
| 3.  | 20. Oktober 2019 | Stockholm | Hartplatz (i) | Denis Shapovalov    | 4:6, 4:6      |
| 4.  | 18. Juli 2021    | Hamburg   | Sand          | Pablo Carreño Busta | 2:6, 4:6      |
| 5.  | 19. Juni 2022    | London    | Rasen         | Matteo Berrettini   | 5:7, 4:6      |

### Doppel

#### Turniersiege
| Nr. | Datum          | Turnier | Belag | Partner        | Finalgegner                            | Ergebnis |
| --- | -------------- | ------- | ----- | -------------- | -------------------------------------- | -------- |
| 1.  | 11. April 2015 | Neapel  | Sand  | Ilija Bozoljac | Nikolos Bassilaschwili Aljaksandr Bury | 6:1, 6:2 |

## Abschneiden bei Grand-Slam-Turnieren

### Einzel
| Turnier         | 2010 | 2011 | 2012 | 2013 | 2014 | 2015 | 2016 | 2017 | 2018 | 2019 | 2020 | 2021 | 2022 | 2023 | 2024 | Karriere |
| --------------- | ---- | ---- | ---- | ---- | ---- | ---- | ---- | ---- | ---- | ---- | ---- | ---- | ---- | ---- | ---- | -------- |
| Australian Open | —    | —    | —    | —    | Q1   | 1    | 1    | —    | —    | 3    | 2    | 3    | 1    | 1    | —    | 3        |
| French Open     | —    | —    | 1    | —    | Q3   | 1    | —    | Q2   | —    | 3    | 1    | 2    | 3    | 1    | Q2   | 3        |
| Wimbledon       | Q1   | —    | Q1   | —    | Q2   | 1    | —    | Q1   | 1    | 1    |      | 1    | 2    | —    | —    | 2        |
| US Open         | Q2   | —    | —    | —    | 1    | 2    | —    | Q2   | 1    | 1    | 3    | 1    | 1    | —    | Q1   | 3        |

Zeichenerklärung: S = Turniersieg; F, HF, VF, AF = Einzug ins Finale / Halbfinale / Viertelfinale / Achtelfinale; 1, 2, 3 = Ausscheiden in der 1. / 2. / 3. Hauptrunde; Q1, Q2, Q3 = Ausscheiden in der 1. / 2. / 3. Qualifikationsrunde; nicht ausgetragen